# Coppa CERS 1985-1986
La Coppa CERS 1985-1986 è stata la 6ª edizione dell'omonima competizione europea di hockey su pista riservata alle squadre di club. Il torneo ha avuto inizio il 12 aprile e si è concluso il 28 giugno 1986.
Il titolo è stato conquistato dal Tordera per la prima volta nella sua storia.

## Squadre partecipanti
| Nazione        | Club                 | Città              | Qualificazione                                |
| -------------- | -------------------- | ------------------ | --------------------------------------------- |
| Francia        | Sporting Fontenay    | Fontenay-sous-Bois | 3º in 1ere Division 1985                      |
| Francia        | Tourcoing            | Tourcoing          | 4º in 1ere Division 1985                      |
| Germania Ovest | Cronenberg           | Wuppertal          | 3º in 1 Bundesliga 1985                       |
| Germania Ovest | Darmstadt            | Darmstadt          | 4º in 1 Bundesliga 1985                       |
| Italia         | Atl. Forte dei Marmi | Forte dei Marmi    | 2º in Serie A1 1984-1985, semifinali play-off |
| Italia         | Bassano              | Bassano del Grappa | 3º in Serie A1 1984-1985, finale play-off     |
| Paesi Bassi    | AGOR                 | Dordrecht          | 4º in 1ª Klasse 1985                          |
| Paesi Bassi    | Dennenberg           | Valkenswaard       | 3º in 1ª Klasse 1985                          |
| Portogallo     | Benfica              | Lisbona            | 3º in 1ª Divisão 1984-1985                    |
| Portogallo     | Sesimbra             | Sesimbra           | 4º in 1ª Divisão 1984-1985                    |
| Spagna         | Cibeles              | Oviedo             | 4º in División de Honor 1984-1985             |
| Spagna         | Tordera              | Tordera            | 5º in División de Honor 1984-1985             |
| Svizzera       | Villeneuve           | Villeneuve         | 2º in Lega Nazionale A 1985                   |

## Risultati

### Primo turno
| Squadra 1         | Totale | Squadra 2            | Andata | Ritorno |
| ----------------- | ------ | -------------------- | ------ | ------- |
| Bassano           | 21 - 5 | Cronenberg           | 16 - 3 | 5 - 2   |
| Cibeles           | 8 - 13 | Atl. Forte dei Marmi | 5 - 3  | 3 - 10  |
| Sporting Fontenay | 2 - 17 | Tordera              | 2 - 3  | 0 - 14  |
| Tourcoing         | 9 - 11 | AGOR                 | 5 - 4  | 4 - 7   |
| Villeneuve        | 6 - 10 | Dennenberg           | 3 - 2  | 3 - 8   |

### Quarti di finale
| Squadra 1            | Totale  | Squadra 2  | Andata | Ritorno |
| -------------------- | ------- | ---------- | ------ | ------- |
| Atl. Forte dei Marmi | 13 - 7  | Dennenberg | 10 - 2 | 3 - 5   |
| Bassano              | 14 - 10 | Benfica    | 8 - 6  | 6 - 4   |
| Sesimbra             | 10 - 6  | Darmstadt  | 4 - 3  | 6 - 3   |
| Tordera              | 19 - 8  | AGOR       | 13 - 2 | 6 - 6   |

### Semifinali
| Squadra 1            | Totale  | Squadra 2 | Andata | Ritorno |
| -------------------- | ------- | --------- | ------ | ------- |
| Atl. Forte dei Marmi | 11 - 16 | Bassano   | 5 - 8  | 6 - 8   |
| Sesimbra             | 4 - 16  | Tordera   | 3 - 6  | 1 - 10  |

### Finale
| Squadra 1 | Totale  | Squadra 2 | Andata | Ritorno |
| --------- | ------- | --------- | ------ | ------- |
| Bassano   | 10 - 17 | Tordera   | 6 - 6  | 4 - 11  |